# Fußball-Weltmeisterschaft 2022/Gruppe A
| Pl. | Land        | Sp. | S | U | N | Tore    | Diff. | Punkte |
| --- | ----------- | --- | - | - | - | ------- | ----- | ------ |
| 1.  | Niederlande | 3   | 2 | 1 | 0 | 005:100 | +4    | 07     |
| 2.  | Senegal     | 3   | 2 | 0 | 1 | 005:400 | +1    | 06     |
| 3.  | Ecuador     | 3   | 1 | 1 | 1 | 004:300 | +1    | 04     |
| 4.  | Katar       | 3   | 0 | 0 | 3 | 001:700 | −6    | 0      |

Gruppe A der Fußball-Weltmeisterschaft 2022:

## Katar – Ecuador 0:2 (0:2)
| Katar                                                                        | Katar | Ecuador | Ecuador | Aufstellung                     |
| ---------------------------------------------------------------------------- | --- | --- | ------- | ------------------------------- |
| Katar                                                                        | \| 1. Spieltag \| \| 20. November 2022 um 19:00 Uhr (17:00 Uhr MEZ) in al-Chaur (al-Bayt-Stadion) \| \| Zuschauer: 67.372 \| \| Schiedsrichter: Daniele Orsato ( Italien) 1 \| \| Spielbericht \|                                                       | \| 1. Spieltag \| \| 20. November 2022 um 19:00 Uhr (17:00 Uhr MEZ) in al-Chaur (al-Bayt-Stadion) \| \| Zuschauer: 67.372 \| \| Schiedsrichter: Daniele Orsato ( Italien) 1 \| \| Spielbericht \| | Ecuador | Aufstellung Katar gegen Ecuador |
| Katar                                                                        | Saad al-Sheeb – Ró-Ró, Bassam al-Rawi, Boualem Khoukhi, Abdelkarim Hassan, Homam Ahmed – Hassan al-Haydos (72. Mohammed Waad), Karim Boudiaf, Abdulaziz Hatem – Almoez Abdulla (72. Mohammed Muntari), Akram Afif Cheftrainer: Félix Sánchez ( Spanien) | Hernán Galíndez – Pervis Estupiñán, Félix Torres, Piero Hincapié, Ángelo Preciado – Romario Ibarra (68. Jeremy Sarmiento), Moisés Caicedo (90. Alan Franco), Jhegson Méndez, Gonzalo Plata – Michael Estrada (90. Kevin Rodríguez), Enner Valencia (77. José Cifuentes) Cheftrainer: Gustavo Alfaro ( Argentinien) | Ecuador | Aufstellung Katar gegen Ecuador |
| Katar                                                                        | 0:1 Valencia (16., Foulelfmeter) 0:2 Valencia (31.) | | Ecuador | Aufstellung Katar gegen Ecuador |
| Katar                                                                        | al-Sheeb (15.), Abdulla (22.), Boudiaf (36.), Afif (78.) | Caicedo (29.), Méndez (56.) | Ecuador | Aufstellung Katar gegen Ecuador |
| Katar                                                                        | Spieler des Spiels: Enner Valencia (Ecuador) | | Ecuador | Aufstellung Katar gegen Ecuador |
| 1. Spieltag                                                                  | | |         |                                 |
| 20. November 2022 um 19:00 Uhr (17:00 Uhr MEZ) in al-Chaur (al-Bayt-Stadion) | | |         |                                 |
| Zuschauer: 67.372                                                            | | |         |                                 |
| Schiedsrichter: Daniele Orsato ( Italien) 1                                  | | |         |                                 |
| Spielbericht                                                                 | | |         |                                 |

Erstmals in der WM-Historie hat mit Katar ein Gastgeber das Eröffnungsspiel verloren. Dass ein Gastgeber das Eröffnungsspiel bestreitet, wurde mit der Fußball-Weltmeisterschaft 2006 eingeführt. In den Fußballweltmeisterschaften davor eröffneten die vorherigen Weltmeister die Turniere.
Enner Valencia köpfte bereits in der 3. Minute das vermeintlich erste Tor für Ecuador, welches jedoch wegen einer Abseitsstellung aberkannt wurde. In der Folge behielten die Südamerikaner aber die Spielkontrolle und sorgten mit zwei Toren innerhalb der ersten halben Stunde für eine komfortable Führung. Die katarische Mannschaft konnte zwar in der Folge vereinzelt zu Torgelegenheiten kommen, blieb jedoch insgesamt zu harmlos, sodass der Sieg Ecuadors nie ernsthaft in Gefahr geriet.
Beim Stand von 0:2 zur Halbzeitpause verließ ein großer Teil der Zuschauer bereits im Laufe der zweiten Halbzeit das Stadion, sodass die Längstribünen nur noch spärlich besetzt waren, was die Weltregie nicht zeigte (stattdessen Bilder vom ecuadorianischen Fanblock und katarischen Unterstützern hinter den beiden Toren), jedoch auf ZDF-Aufnahmen zu sehen war.

## Senegal – Niederlande 0:2 (0:0)
| Senegal                                                                     | Senegal | Niederlande | Niederlande | Aufstellung                           |
| --------------------------------------------------------------------------- | --- | --- | ----------- | ------------------------------------- |
| Senegal                                                                     | \| 1. Spieltag \| \| 21. November 2022 um 19:00 Uhr (17:00 Uhr MEZ) in Doha (al-Thumama-Stadion) \| \| Zuschauer: 41.721 \| \| Schiedsrichter: Wilton Sampaio ( Brasilien) 2 \| \| Spielbericht \|                                                                                    | \| 1. Spieltag \| \| 21. November 2022 um 19:00 Uhr (17:00 Uhr MEZ) in Doha (al-Thumama-Stadion) \| \| Zuschauer: 41.721 \| \| Schiedsrichter: Wilton Sampaio ( Brasilien) 2 \| \| Spielbericht \|                                                                                                  | Niederlande | Aufstellung Senegal gegen Niederlande |
| Senegal                                                                     | Édouard Mendy – Youssouf Sabaly, Kalidou Koulibaly , Pape Abou Cissé, Abdou Diallo (62. Ismail Jakobs) – Nampalys Mendy, Idrissa Gueye, Cheikhou Kouyaté (73. Pape Gueye) – Krépin Diatta (73. Nicolas Jackson), Boulaye Dia (69. Bamba Dieng), Ismaïla Sarr Cheftrainer: Aliou Cissé | Andries Noppert – Denzel Dumfries, Matthijs de Ligt, Virgil van Dijk , Nathan Aké, Daley Blind – Steven Berghuis (79. Teun Koopmeiners), Frenkie de Jong, Cody Gakpo (90.+4' Marten de Roon) – Vincent Janssen (62. Memphis Depay), Steven Bergwijn (79. Davy Klaassen) Cheftrainer: Louis van Gaal | Niederlande | Aufstellung Senegal gegen Niederlande |
| Senegal                                                                     | 0:1 Gakpo (84.) 0:2 Klaassen (90.+9') | | Niederlande | Aufstellung Senegal gegen Niederlande |
| Senegal                                                                     | N. Mendy (90.+4'), I. Gueye (90.+6') | de Ligt (56.) | Niederlande | Aufstellung Senegal gegen Niederlande |
| Senegal                                                                     | Spieler des Spiels: Cody Gakpo (Niederlande) | | Niederlande | Aufstellung Senegal gegen Niederlande |
| 1. Spieltag                                                                 | | |             |                                       |
| 21. November 2022 um 19:00 Uhr (17:00 Uhr MEZ) in Doha (al-Thumama-Stadion) | | |             |                                       |
| Zuschauer: 41.721                                                           | | |             |                                       |
| Schiedsrichter: Wilton Sampaio ( Brasilien) 2                               | | |             |                                       |
| Spielbericht                                                                | | |             |                                       |

## Katar – Senegal 1:3 (0:1)
| Katar                                                                       | Katar | Senegal | Senegal | Aufstellung                     |
| --------------------------------------------------------------------------- | --- | --- | ------- | ------------------------------- |
| Katar                                                                       | \| 2. Spieltag \| \| 25. November 2022 um 16:00 Uhr (14:00 Uhr MEZ) in Doha (al-Thumama-Stadion) \| \| Zuschauer: 41.797 \| \| Schiedsrichter: Antonio Mateu Lahoz ( Spanien) 3 \| \| Spielbericht \|                                                                                           | \| 2. Spieltag \| \| 25. November 2022 um 16:00 Uhr (14:00 Uhr MEZ) in Doha (al-Thumama-Stadion) \| \| Zuschauer: 41.797 \| \| Schiedsrichter: Antonio Mateu Lahoz ( Spanien) 3 \| \| Spielbericht \|                                                                                               | Senegal | Aufstellung Katar gegen Senegal |
| Katar                                                                       | Meshaal Barsham – Ró-Ró (83. Mohammed Waad), Ismail Mohamad, Boualem Khoukhi, Abdelkarim Hassan, Homam Ahmed (83. Tarek Salman) – Hassan al-Haydos (74. Mohammed Muntari), Karim Boudiaf (69. Abdulaziz Hatem), Assim Madibo – Almoez Abdulla, Akram Afif Cheftrainer: Félix Sánchez ( Spanien) | Édouard Mendy – Youssouf Sabaly, Kalidou Koulibaly , Ismail Jakobs (78. Pape Abou Cissé), Abdou Diallo – Idrissa Gueye, Nampalys Mendy (78. Pape Sarr) – Krépin Diatta (64. Pathé Ciss), Famara Diédhiou (74. Bamba Dieng), Ismaïla Sarr (74. Iliman Ndiaye) – Boulaye Dia Cheftrainer: Aliou Cissé | Senegal | Aufstellung Katar gegen Senegal |
| Katar                                                                       | 1:2 Muntari (78.) | 0:1 Dia (41.) 0:2 Diédhiou (48.) 1:3 Dieng (84.) | Senegal | Aufstellung Katar gegen Senegal |
| Katar                                                                       | Mohamad (20.), Ahmed (45.+2'), Madibo (90.+1') | Dia (30.), Jakobs (52.), Ciss (87.) | Senegal | Aufstellung Katar gegen Senegal |
| Katar                                                                       | Spieler des Spiels: Boulaye Dia (Senegal) | | Senegal | Aufstellung Katar gegen Senegal |
| 2. Spieltag                                                                 | | |         |                                 |
| 25. November 2022 um 16:00 Uhr (14:00 Uhr MEZ) in Doha (al-Thumama-Stadion) | | |         |                                 |
| Zuschauer: 41.797                                                           | | |         |                                 |
| Schiedsrichter: Antonio Mateu Lahoz ( Spanien) 3                            | | |         |                                 |
| Spielbericht                                                                | | |         |                                 |

## Niederlande – Ecuador 1:1 (1:0)
| Niederlande                                                                                 | Niederlande | Ecuador | Ecuador | Aufstellung                           |
| ------------------------------------------------------------------------------------------- | --- | --- | ------- | ------------------------------------- |
| Niederlande                                                                                 | \| 2. Spieltag \| \| 25. November 2022 um 19:00 Uhr (17:00 Uhr MEZ) in ar-Rayyan (Khalifa International Stadium) \| \| Zuschauer: 44.833 \| \| Schiedsrichter: Mustapha Ghorbal ( Algerien) 4 \| \| Spielbericht \|                                                                           | \| 2. Spieltag \| \| 25. November 2022 um 19:00 Uhr (17:00 Uhr MEZ) in ar-Rayyan (Khalifa International Stadium) \| \| Zuschauer: 44.833 \| \| Schiedsrichter: Mustapha Ghorbal ( Algerien) 4 \| \| Spielbericht \|                                                                              | Ecuador | Aufstellung Niederlande gegen Ecuador |
| Niederlande                                                                                 | Andries Noppert – Jurriën Timber, Virgil van Dijk , Nathan Aké – Denzel Dumfries, Teun Koopmeiners (79. Marten de Roon), Frenkie de Jong, Daley Blind – Davy Klaassen (69. Steven Berghuis) – Cody Gakpo (79. Wout Weghorst), Steven Bergwijn (46. Memphis Depay) Cheftrainer: Louis van Gaal | Hernán Galíndez – Ángelo Preciado, Jackson Porozo, Félix Torres, Piero Hincapié, Pervis Estupiñán – Gonzalo Plata (90. Romario Ibarra), Jhegson Méndez, Moisés Caicedo, Enner Valencia (90. Kevin Rodríguez) – Michael Estrada (74. Jeremy Sarmiento) Cheftrainer: Gustavo Alfaro ( Argentinien) | Ecuador | Aufstellung Niederlande gegen Ecuador |
| Niederlande                                                                                 | 1:0 Gakpo (6.) | 1:1 Valencia (49.) | Ecuador | Aufstellung Niederlande gegen Ecuador |
| Niederlande                                                                                 | Méndez (57.) | | Ecuador | Aufstellung Niederlande gegen Ecuador |
| Niederlande                                                                                 | Spieler des Spiels: Frenkie de Jong (Niederlande) | | Ecuador | Aufstellung Niederlande gegen Ecuador |
| 2. Spieltag                                                                                 | | |         |                                       |
| 25. November 2022 um 19:00 Uhr (17:00 Uhr MEZ) in ar-Rayyan (Khalifa International Stadium) | | |         |                                       |
| Zuschauer: 44.833                                                                           | | |         |                                       |
| Schiedsrichter: Mustapha Ghorbal ( Algerien) 4                                              | | |         |                                       |
| Spielbericht                                                                                | | |         |                                       |

## Niederlande – Katar 2:0 (1:0)
| Niederlande                                                                  | Niederlande | Katar | Katar | Aufstellung                         |
| ---------------------------------------------------------------------------- | --- | --- | ----- | ----------------------------------- |
| Niederlande                                                                  | \| 3. Spieltag \| \| 29. November 2022 um 18:00 Uhr (16:00 Uhr MEZ) in al-Chaur (al-Bayt-Stadion) \| \| Zuschauer: 66.784 \| \| Schiedsrichter: Bakary Gassama ( Gambia) 5 \| \| Spielbericht \| | \| 3. Spieltag \| \| 29. November 2022 um 18:00 Uhr (16:00 Uhr MEZ) in al-Chaur (al-Bayt-Stadion) \| \| Zuschauer: 66.784 \| \| Schiedsrichter: Bakary Gassama ( Gambia) 5 \| \| Spielbericht \| | Katar | Aufstellung Niederlande gegen Katar |
| Niederlande                                                                  | Andries Noppert – Jurriën Timber, Virgil van Dijk , Nathan Aké – Denzel Dumfries, Marten de Roon (83. Teun Koopmeiners), Frenkie de Jong (86. Kenneth Taylor), Daley Blind – Davy Klaassen (66. Steven Berghuis) – Cody Gakpo (82. Wout Weghorst), Memphis Depay (66. Vincent Janssen) Cheftrainer: Louis van Gaal | Meshaal Barsham – Ismail Mohamad (85. Musab Kheder), Ró-Ró, Boualem Khoukhi, Abdelkarim Hassan, Homam Ahmed – Hassan al-Haydos (64. Ali Assadalla), Assim Madibo (64. Karim Boudiaf), Abdulaziz Hatem (85. Ahmed Alaaeldin) – Almoez Abdulla (64. Mohammed Muntari), Akram Afif Cheftrainer: Félix Sánchez ( Spanien) | Katar | Aufstellung Niederlande gegen Katar |
| Niederlande                                                                  | 1:0 Gakpo (26.) 2:0 de Jong (49.) | | Katar | Aufstellung Niederlande gegen Katar |
| Niederlande                                                                  | Aké (52.) | | Katar | Aufstellung Niederlande gegen Katar |
| Niederlande                                                                  | Spieler des Spiels: Davy Klaassen (Niederlande) | | Katar | Aufstellung Niederlande gegen Katar |
| 3. Spieltag                                                                  | | |       |                                     |
| 29. November 2022 um 18:00 Uhr (16:00 Uhr MEZ) in al-Chaur (al-Bayt-Stadion) | | |       |                                     |
| Zuschauer: 66.784                                                            | | |       |                                     |
| Schiedsrichter: Bakary Gassama ( Gambia) 5                                   | | |       |                                     |
| Spielbericht                                                                 | | |       |                                     |

## Ecuador – Senegal 1:2 (0:1)
| Ecuador                                                                                     | Ecuador | Senegal | Senegal | Aufstellung                       |
| ------------------------------------------------------------------------------------------- | --- | --- | ------- | --------------------------------- |
| Ecuador                                                                                     | \| 3. Spieltag \| \| 29. November 2022 um 18:00 Uhr (16:00 Uhr MEZ) in ar-Rayyan (Khalifa International Stadium) \| \| Zuschauer: 44.569 \| \| Schiedsrichter: Clément Turpin ( Frankreich) 6 \| \| Spielbericht \|                                                                                                | \| 3. Spieltag \| \| 29. November 2022 um 18:00 Uhr (16:00 Uhr MEZ) in ar-Rayyan (Khalifa International Stadium) \| \| Zuschauer: 44.569 \| \| Schiedsrichter: Clément Turpin ( Frankreich) 6 \| \| Spielbericht \|                                           | Senegal | Aufstellung Ecuador gegen Senegal |
| Ecuador                                                                                     | Hernán Galíndez – Ángelo Preciado (85. Jackson Porozo), Félix Torres, Piero Hincapié, Pervis Estupiñán – Alan Franco (46. Jeremy Sarmiento), Carlos Gruezo (46. José Cifuentes), Moisés Caicedo – Gonzalo Plata, Michael Estrada (64. Djorkaeff Reasco), Enner Valencia Cheftrainer: Gustavo Alfaro ( Argentinien) | Édouard Mendy – Youssouf Sabaly, Kalidou Koulibaly , Ismail Jakobs, Abdou Diallo – Pathé Ciss (74. Nampalys Mendy), Pape Gueye – Iliman Ndiaye (74. Bamba Dieng), Idrissa Gueye, Ismaïla Sarr – Boulaye Dia (90.+5' Pape Abou Cissé) Cheftrainer: Aliou Cissé | Senegal | Aufstellung Ecuador gegen Senegal |
| Ecuador                                                                                     | 1:1 Caicedo (68.) | 0:1 Sarr (44., Foulelfmeter) 1:2 Koulibaly (70.) | Senegal | Aufstellung Ecuador gegen Senegal |
| Ecuador                                                                                     | I. Gueye (66.) | | Senegal | Aufstellung Ecuador gegen Senegal |
| Ecuador                                                                                     | Idrissa Gueye stellt mit seinem 99. Länderspiel den Landesrekord von Henri Camara ein. | | Senegal | Aufstellung Ecuador gegen Senegal |
| Ecuador                                                                                     | Spieler des Spiels: Kalidou Koulibaly (Senegal) | | Senegal | Aufstellung Ecuador gegen Senegal |
| 3. Spieltag                                                                                 | | |         |                                   |
| 29. November 2022 um 18:00 Uhr (16:00 Uhr MEZ) in ar-Rayyan (Khalifa International Stadium) | | |         |                                   |
| Zuschauer: 44.569                                                                           | | |         |                                   |
| Schiedsrichter: Clément Turpin ( Frankreich) 6                                              | | |         |                                   |
| Spielbericht                                                                                | | |         |                                   |